# Thiota
Según los Anales de Fulda, Thiota fue una profetisa cristiana herética del siglo IX, originaria de Alamannia (sur de la actual Alemania). En el año 847 profetizó que el Juicio final sucedería al año siguiente, en el 848.
Su historia es conocida a partir de los Anales de Fulda, que registraron que Thiota (mulier Alamanorum) perturbó la región del obispo Salomón de Constanza ―es decir, la diócesis de Constanza (Alemania)―, antes de llegar a Maguncia. El clero la consideró una «falsa profetisa» (pseudoprophetissa), pero un gran número de hombres y mujeres del pueblo ―e incluso algunos presbíteros y monjes (sacri ordinis viri: ‘varones de las órdenes sacras’)― fueron persuadidos por su vaticinios «divinamente revelados» (divinitus sibi revelatia). Debido al miedo, muchos le hicieron regalos y le pedían que orara por ellos.
Finalmente, los obispos de Galia Bélgica organizaron un sínodo en la iglesia de Albano de Verulamium, en Maguncia, al que la obligaron a asistir. Bajo la presión psicológica de la entrevista, Thiota confesó que el autor de las revelaciones había sido un presbítero desconocido que había actuado solamente por codicia personal. Fue azotada públicamente y despojada de su ministerio (que el analista fuldense afirma que Thiota había tomado «sin razón [...] en contra de las costumbres de la Iglesia»). Avergonzada públicamente, a partir de entonces dejó de profetizar.